# Alex Metric
Alex Metric, pseudonimo di Alex Drury (Londra, 1984), è un disc jockey, musicista e produttore discografico britannico.
Ha pubblicato tanti EP e canzoni "remixate" dei Depeche Mode, La Roux, NERD, Phoenix, Bloc Party e altri.

## Carriera
Nel 2008 è stato votato come "Miglior Remixer dell'anno" dalla stazione radio XFM e nella fine del 2010 ha terminato la collaborazione con la stazione radio.

## Discografia

### Singoli ed EP
- Whatshewants - EP (2007)
- Deadly On A Mission - EP (2008)
- In Your Machine - EP (2008)
- The Head Straight - EP (2009)
- It Starts - EP (2009)
- It Starts Remixes - EP (2009)
- Open Your Eyes - Singolo (2011)
- Open Your Eyes (Produzioni e Remix) - Album (2011)
- End Of The World - EP (2011)
- Ammunition EP (2012) (free download)
- Ammunition Pt. 2 EP (2012)
- Ammunition Pt. 3 EP (2013)
- Safe With You (con Jacques Lu Cont e Malin) (2013)

### Remix
- Hard Fi - Suburban Knights
- Autokratz - Stay The Same
- Splittr - All Alone
- Black Daniel - Gimme What You Got
- Locarnos - Make Up Your Mind
- Alphabeat - Boyfriend
- Reverend & The Makers-Silence is Talking
- Infadels - Free Things for Poor People
- Freeland - Under Control
- Primary 1 - Ho Lord (non pubblicato)
- The Enemy - Sing When You're In Love (non pubblicato)
- Ladyhawke - Paris Is Burning
- Phoenix - Lisztomania
- Bloc Party - One More Chance
- U2-Crazy (non pubblicato)
- Kenneth Bager - I Cant Wait
- Fenech-Soler - Lies
- La Roux - Quicksand
- Gorillaz - Stylo
- Beastie Boys - Sabotage
- Ellie Goulding - Salt Skin
- Maximum Balloon - Groove Me
- NERD - Hypnotize U
- Depeche Mode - Personal Jesus
- Niki & The Dove - Mother Protect
- Sade - Love Is Found (solo per promo)
- The Whip - Secret Weapon